# Grypodon
Grypodon es un género extinto de peces prehistóricos que vivió en la época del Cretácico Superior. Esta especie fue reconocida por Hay en 1899.